# Гней Доміцій Агенобарб (претор 90 року до н. е.)
Гней Доміцій Агенобарб (*Gnaeus Domitius Ahenobarbus, 110 до н. е. —81 до н. е.) — політичний та військовий діяч Римської республіки. Брат Луція Домиция Агенобарба, консула 54 року до н. е.

## Життєпис
Походив з впливового роду Доміціїв Агенобарбів. Син Гнея Доміція Агенобарба, консула 96 року до н. е. був прихильником Гая Марія. У 90 році до н. е. як претор керував Сицилією.
Після перемог Луція Сулли в Італії у 82 році до н. е. Гней Доміцій втік до Африки, зібрав там значну армію і заручився підтримкою нумідійська царя Ярби. В цей час керував провінцією як промагістрат. У 81 р. зазнав поразки від Гнея Помпея в битві під Утікою. Згідно з однією з версій, Доміцій загинув у битв, згідно з іншою, більш достовірною, — був страчений Помпеєм.

## Родина
Був одружений з донькою Луція Корнелія Цінни, консула 87—84 років до н. е.